# 와타나베 료마
와타나베 료마(일본어: 渡邊 凌磨, 1996년 10월 2일 ~ )는 일본의 축구 선수이다.

## 구단 경력
2018년 J2리그의 알비렉스 니가타에 입단하였다. 2020년 몬테디오 야마가타로 이적했다. 2021년 J1리그의 FC 도쿄로 이적했다. 2024년 우라와 레즈로 이적했다.

## 국가대표팀 경력
그는 2013년 FIFA U-17 월드컵에 참가할 일본 U-17 국가대표팀에 발탁되었으며, 2경기에 출전, 3득점을 넣었다.